# Sorgen och glädjen
Sorgen och glädjen är en psalmtext diktad år 1681 av den danske biskopen Thomas Kingo. Den danska psalmen inleds med Sorrig og glæde de vandre til hobe (Den danske salmebog 46). Psalmen har åtta verser i en svensk översättning gjord 1786 och publicerad i Andelig Sjunge-Chors 1796. En nyöversättning gjordes av Oscar Wågman 1914. För den ekumeniska delen av Den svenska psalmboken 1986 har texten bearbetats ytterligare av Britt G. Hallqvist.

## Publicerad i
- Andelig Sjunge-Chors Andra delen. (Lund, 1796) Den 14:e sången med titeln "Hwar har sin skapnad". Åtta verser.
- Oscar Wågmans Psalmer i original, bearbetning och översättning, 1914
- 1937 års psalmbok som nr 365 under rubriken "Trons prövning under frestelser och lidanden".
- Den svenska psalmboken 1986 som nr 269 under rubriken Vaksamhet - kamp - prövning
- Svensk psalmbok för den evangelisk-lutherska kyrkan i Finland (1986) som nr 364 under rubriken "Nöd och nåd"